# مک‌گرگور (فلوریدا)
مک‌گرگور (به انگلیسی: McGregor) یک منطقهٔ مسکونی در ایالات متحده آمریکا است که در شهرستان لی، فلوریدا واقع شده‌است. مک‌گرگور ۱۰٫۶ کیلومتر مربع مساحت و ۷٬۱۳۶ نفر جمعیت دارد و ۰ متر بالاتر از سطح دریا قرار دارد.